# Alocobisium rahmi
Alocobisium rahmi är en spindeldjursart som beskrevs av Beier 1976. Alocobisium rahmi ingår i släktet Alocobisium och familjen spinnklokrypare. Inga underarter finns listade i Catalogue of Life.